# Galt Niederhoffer
Galt Niederhoffer, född 1976, är en amerikansk filmproducent och författare.
Niederhoffer har producerat över 20 filmer. En av de mest kända är TV-filmen Prozac Nation från 2001, som handlar om en ung kvinna som brottas med en depression under sitt första år som student på Harvard. Filmen är baserad på Elizabeth Wurtzels roman med samma namn.
Hon är också författare och har gett ut två romaner, A Taxonomy of Barnacles och The Romantics.